# Sindicatul Liber Metrou
Sindicatul Liber Metrou (sau Unitatea - Sindicatul Liber Metrou, abreviat USLM) este principalul sindicat care reprezintă lucrătorii din cadrul Metrorex, operatorul sistemului de metrou din București. USLM are aproximativ 4200 de membri, aceasta nefiind însă singurul sindicat ce reprezintă angajații companiei.
Sindicatul este în prim-planul negocierilor de muncă, grevelor și discuțiilor privind politicile legate de funcționarea metroului, salarii și condiții de muncă. USLM a fost implicat în numeroase scandaluri în perioada când a fost condus de Ion Rădoi, legate în special de închirierea spațiilor comerciale de la metrou, care au fost concesionate către Sindomet SRL, firmă controlată de USLM.
Sindicatul urmărește atât obiective legate de salariile angajaților sau condițiile de muncă, cât și de administrarea financiară și tehnică a operatorului. Sindicatele au fost cele care au adus în atenția opiniei publice în ultimii ani și unele probleme tehnice, precum necesitatea tăierii peroanelor după achiziționarea trenurilor CAF.

## Greve și acțiuni majore
În 2010, sindicatul și administrația Metrorex au ajuns la un acord de ultim moment, evitând o grevă generală planificată. Acest acord a fost posibil după ce Guvernul a aprobat bugetul Metrorex pentru 2010, permițând menținerea veniturilor angajaților la nivelul anului anterior și introducerea unor sporuri salariale de până la 10%. Greva fusese inițial anunțată după decizia Curții de Apel care a declarat legală o grevă din 2009. În acea perioadă, metroul a fost oprit timp de două zile.